# Hans-Rudolf Wiedemann
Hans-Rudolf Wiedemann (ur. 16 lutego 1915 w Bremie, zm. 4 sierpnia 2006 w Kilonii) – niemiecki lekarz pediatra i genetyk kliniczny.

## Życiorys
Ojciec Hansa-Rudolfa Wiedemanna był praktykującym lekarzem, a wielu członków rodzony od strony matki pracowało na uczelni. Naukę zaczął w Starym Gimnazjum w Bremie, po czym studiował medycynę na uczelniach we Fryburgu Bryzgowijskim, Monachium, Hamburgu, Lozannie i Jenie, kończąc je w 1940 roku. Z powodu słabego zdrowia nie został wcielony do wojska i mógł specjalizować się w pediatrii, rozprawę habilitacyjną obronił w 1944 roku. Pod koniec II wojny światowej był starszym konsultantem w tej dziedzinie. Pracował w Bonn, Münster i w Krefeld, by w 1961 roku objąć katedrę pediatrii na uniwersytecie w Kilonii. Pozostał na tym stanowisku do przejścia na emeryturę w 1980 roku
Hans-Rudolf Wiedemann obok zainteresowań zawodowych był, wraz z żoną Giselą, kolekcjonerem autografów. W 1984 roku opublikował filozoficzną rozprawę Altersbriefe bedeutender Menschen a w 1987 wydał zbiór poezji i listów poświęcony chorym dzieciom.

## Dorobek naukowy
Wiedemann opisał jako pierwszy wiele nieznanych wcześniej zespołów wad wrodzonych. Wprowadził do medycyny terminy zespołu Proteusza i czaszki o kształcie trójlistnej koniczyny (Kleeblattschädel-Syndrom). W 1961 roku jako jeden z pierwszych zaalarmował środowisko lekarskie w obliczu katastrofy talidomidowej, postulując egzogenną przyczynę malformacji kończyn dzieci.
Nazwisko Wiedemanna upamiętnia szereg eponimów określających zespoły wad wrodzonych:
- zespół Beckwitha-Wiedemanna
- zespół Genée-Wiedemanna
- zespół Holtermüllera-Wiedemanna
- zespół Maroteauxa-Sprangera-Wiedemanna
- zespół Sprangera-Wiedemanna
- zespół Stüve-Wiedemanna
- zespół dysmeliczny Wiedemanna (zespół Wiedemanna I, zespół Wiedemanna-Lenza)
- zespół Wiedemanna-Rautenstraucha
- choroba Wiedemanna-Sprangera
- zespół Wiedemanna-Tolksdorfa.

## Wybrane prace
Monografie i książki
- Zweihundertfünfzig Gedichte aus drei Jahrhunderten in Handschriften und Textabruck mit Porträts der Autoren. 1987. Brak numerów stron w książce
- Briefe im Hitlerreich. Politische Aussagen zwischen Vater und Sohn. Lübeck: Dräger Druck, 1989. Brak numerów stron w książce
- Briefe großer Naturforscher und Ärzte in Handschriften. Mit Textabdruck und Porträts der Autoren. Lübeck: Dräger Druck, 1989. Brak numerów stron w książce
- Briefe und Albumblätter großer Komponisten und Interpreten in Handschriften. Mit Textabdruck und Porträts der Autoren. Lübeck: Dräger Druck, 1990. Brak numerów stron w książce
- Längs des Weges. Gedichte eines Kinderarztes aus fünfzig Jahren. Lübeck: Dräger Druck, 1994. Brak numerów stron w książce
- Homosexuell. Stuttgart: Kreuz-Verlag, 1995. Brak numerów stron w książce
- Langlebigkeit und geistige Vitalität. Dräger Druck GmbH, 1997. Brak numerów stron w książce
- Briefe europäischer Baumeister, Bildhauer und Maler in Handschriften. Lübeck: Dräger Druck. Brak numerów stron w książce
- Hans-Rudolf Wiedemann, Jürgen Kunze: Atlas der Klinischen Syndrome. Für Klinik und Praxis. Wyd. 5th edition. Stuttgart: Schattauer, 2001. Brak numerów stron w książce

Artykuły
- Holtermüller K, Wiedemann HR. Kleeblattschädel-Syndrom. Med Monatsschr 14, ss. 439–446 (1960)
- Wiedemann H-R, Glatzl J. Follow-up of Ullrich’s original patient with ‘Ullrich-Turner’ syndrome. Am J Med Genet 41, ss. 134–136 (1991)